# تشيسويك بارك (محطة مترو أنفاق لندن)
تشيسويك بارك (بالإنجليزية: Chiswick Park)‏ هي إحدى محطات مترو أنفاق لندن. تقع على خط ديستريكت أفتتحت في المنطقة (Zone) رقم 3 أفتتحت في 1 يوليو 1879.